# Unterbilstein
Unterbilstein ist ein Ortsteil von Brombach in der Stadt Overath im Rheinisch-Bergischen Kreis in Nordrhein-Westfalen, Deutschland.

## Lage und Beschreibung
Die nahe der Grenze zum Oberbergischen Kreis liegende Ortschaft Unterbilstein ist über die Sülztaler Straße (Landesstraße 284) zu erreichen, die über längere Strecken entlang der Sülz verläuft, die sich wiederum in einer markanten Schlaufe um Unterbilstein und weiter in einer ebensolchen um den Nachbarort Bilstein windet. Orte in der Nähe sind Klefhaus, Bilstein und Engeldorf.

## Geschichte
Das benachbarte Bilstein wurde zur Abgrenzung von dem nahen Lindlarer Oberbilstein lange Zeit ebenfalls Unterbilstein genannt. Im Laufe der Zeit verlor der Ortsname sein Bestimmungswort Unter- und erscheint in Karten und Dokumenten nur noch als Bilstein. 
In der Mitte des 20. Jahrhunderts wurde westlich von Bilstein eine neue Siedlung gegründet, die nun zur Unterscheidung von Bilstein den alten Namen Unterbilstein weiterführte. Wenn in älteren historischen Quellen von Unterbilstein die Rede ist, so ist in der Regel das heutige Bilstein gemeint, nicht die Neugründung Unterbilstein.
Aufgrund § 10 des Köln-Gesetzes wurden 1975 mehrere Bensberger Außenorte in die Gemeinde Overath umgemeindet, darunter auch Unterbilstein.